# Camptotypus accuratus
Camptotypus accuratus là một loài tò vò trong họ Ichneumonidae.